# 塞尼耶區 (布米爾達斯省)

36°43′31″N 3°33′23″E / 36.72528°N 3.55639°E
塞尼耶區（阿拉伯语：‎），是阿爾及利亞的行政區，位於該國北部，由布米爾達斯省負責管轄，首府設於塞尼耶，始建於1984年2月7日，面積168平方公里，2008年人口59,287，人口密度每平方公里353人。

## 名人
- 西迪·布塞哈基 （1394年–1453年）- 穆斯林神学家